# Il cratere
Il cratere è un film del 2017 diretto da Silvia Luzi e Luca Bellino. È l'esordio nel cinema di finzione dei due registi.

## Trama
Rosario è un venditore ambulante che, nel desiderio di riscatto per la sua vita e per quella della sua famiglia, è ossessionato dal talento canoro della figlia, la giovane e bella Sharon. Prova allora a lanciare la figlia come cantante ma la giovane desidera invece continuare ad avere la sua vita fatta di giochi e di spensieratezza.

## Distribuzione
Presentato alla Settimana internazionale della critica di Venezia e vincitore del Premio Speciale della Giuria al 30° Tokio International Film Festival  è uscito nelle sale cinematografiche italiane il 12 aprile 2018 distribuito da La Sarraz distribuzione.. Il Cratere è stato trasmesso da Rai3 il 30 agosto 2019.

## Riconoscimenti
- 2017 - Tokio International Film Festival:
  - Special Jury Prize
- 2018 - Globo d'oro
  - Candidatura Miglior Opera Prima
- 2018 - Ciak d'oro
  - Candidatura Ciak d'oro Alice/Giovani
- 2018 - Ischia FIlm Festival: 
  - Miglior Film
  - Premio SONY ATV Miglior Colonna Sonora
- 2018 - Crossing Europe Film Festival: 
  - Special Jury Award Archiviato il 6 maggio 2020 in Internet Archive.
- 2018 - Bobbio Film Festival:
  - Premio "Città di Bobbio" - Miglior Regia
  - Premio Migliore Attrice a Sharon Caroccia